# 霍斯特拉莫希拉

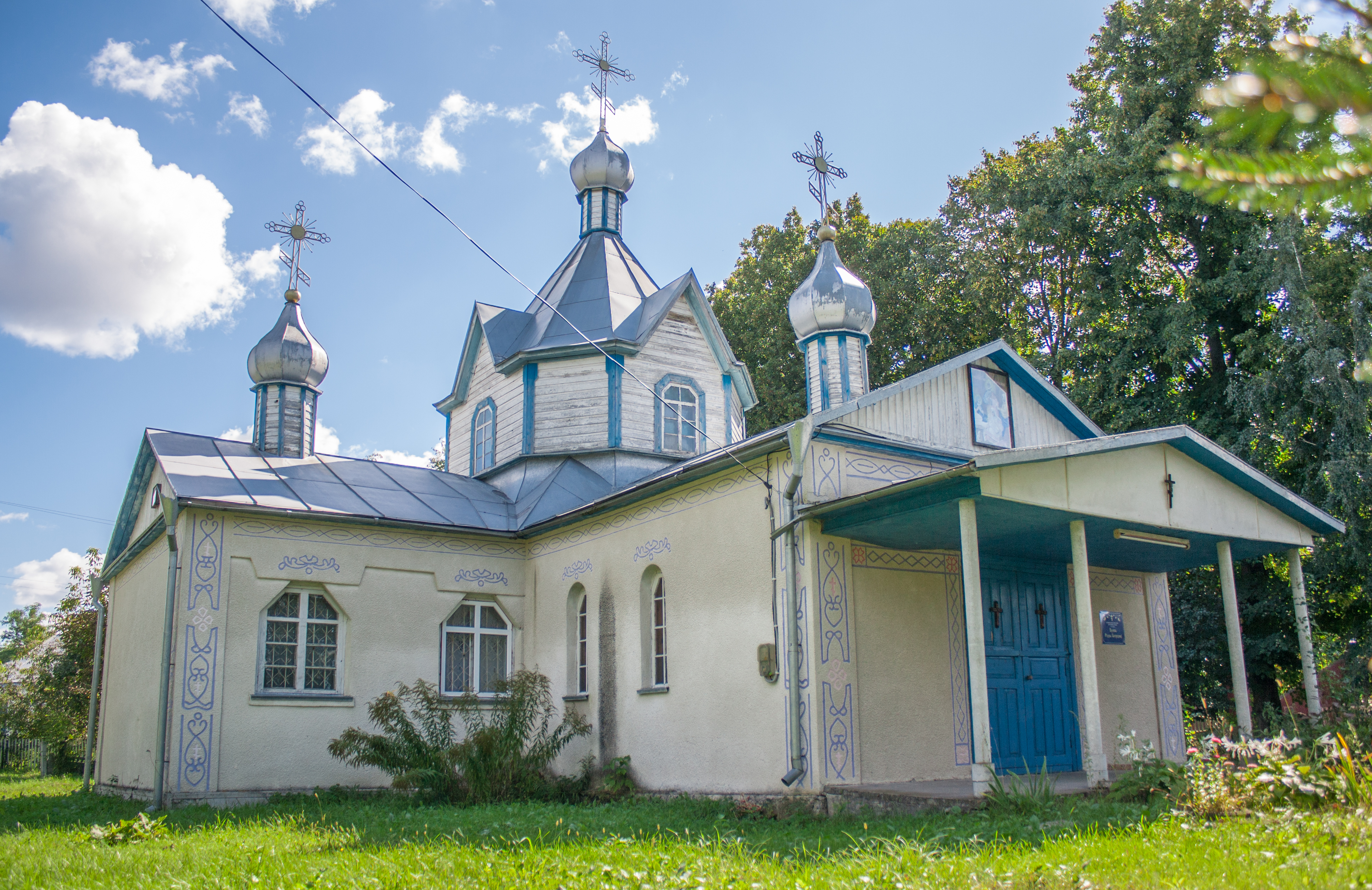
教堂

49°30′36″N 30°8′56″E / 49.51000°N 30.14889°E
霍斯特拉莫希拉（烏克蘭語：Гостра Могила）是位於烏克蘭北部的村莊，由基辅州白采爾克瓦區的斯塔維謝市鎮負責管轄。該村始建於1635年，面積4.07平方公里，海拔高度185米，2001年人口872，人口密度每平方公里214人。